# Домченко Володимир Григорович
Володимир Григорович Домченко (нар. 8 липня 1925, село Михайлівка, тепер Самарівського району Дніпропетровської області — 2004, місто Запоріжжя) — український радянський діяч, 2-й секретар Запорізького сільського обкому КПУ, секретар Запорізького обкому КПУ.

## Біографія
З 1942 року — в Червоній армії, призваний Сталінградським міським військовим комісаріатом. Учасник німецько-радянської війни. Був курсантом полкової школи 178-го фронтового запасного полку, брав участь у боях на Сталінградському фронті. У 1943—1945 роках служив музикантом 190-го армійського запасного стрілецького полку на Сталінградському та 2-му Українському фронтах. Після 1945 року продовжив службу в Центральній групі радянських військ. Звільнений у запас в 1948 році.
Член ВКП(б) з 1948 року.
Після демобілізації працював у фінансових органах та аграрному виробництві в Запорізькій області.
Із середини 1950-х років — голова виконавчого комітету Андріївської районної ради депутатів трудящих Запорізької області.
У 1962 — квітні 1963 року — начальник Пологівського територіального виробничого колгоспно-радгоспного управління Запорізької області.
У квітні 1963 — грудні 1964 року — 2-й секретар Запорізького сільського обласного комітету КПУ.
15 грудня 1964 — 18 листопада 1985 року — секретар Запорізького обласного комітету КПУ з питань сільського господарства.
З листопада 1985 року — на пенсії у місті Запоріжжі, де й похований на Капустяному кладовищі.

## Звання
- лейтенант

## Нагороди
- орден Леніна
- орден Трудового Червоного Прапора
- орден Жовтневої Революції
- орден Вітчизняної війни 2 ступеня (6.04.1985)
- ювілейна медаль «60 років визволення України від фашистських загарбників» (2004)
- медалі